# 李贊 (天順進士)
李贊（1424年—？年），字尚忠，四川重慶府合州人，民籍，治《禮記》，年三十四歲中式天順元年丁丑科第三甲第一百六十六名進士。正月二十三日生，行一，曾祖李宗貴；祖李幹，理問；父李安；母楊氏。具慶下，妻宋氏，弟珵；環。由州學生中式四川鄉試第五十三名舉人，會試中式第二百六十五名。